# Crimen (powieść)
Crimen – powieść historyczna Józefa Hena z 1975, której fabuła toczy się w okresie panowania Zygmunta III Wazy (w końcu drugiej dekady XVII w., przed śmiercią Stanisława Żółkiewskiego). W retrospekcjach pojawiają się epizody z czasów polskiej interwencji w Rosji: dymitriady, wojna polsko-rosyjska 1609–1618. Większość wydarzeń ma miejsce na Rusi Czerwonej (na ziemi sanockiej), jednak znaczna część akcji dzieje się w fikcyjnych lub na poły fikcyjnych miejscowościach podkarpackich: w Sańsku, Bolatynie, Błudnikach (zob. Błudniki), czy Teleśnicy (zob. Teleśnica Oszwarowa).
Tytułowa zbrodnia (łac. crimen – 'zbrodnia') i związany z nią wątek detektywistyczny  pozwala autorowi na ukazanie obyczajowości i różnorodności społeczno-etniczno-religijnej Rzeczypospolitej Obojga  Narodów. Obok polskiej szlachty pojawiają się przedstawiciele nie całkiem jeszcze spolonizowanej szlachty ruskiej, Żydów, Ormian i Tatarów, a także chłopi oraz mieszczanie, obok katolików i prawosławnych – radykalni arianie zwani nurkami (nowochrzczeńcami) lub kosturowcami (z powodu pacyfistycznych poglądów nie nosili broni). W tle, w wypowiedziach i wspomnieniach bohaterów, pojawiają się echa wydarzeń i postacie z innych krajów siedemnastowiecznej Europy.

## Kompozycja
Powieść poprzez sensacyjną tematykę i wątek kryminalny nawiązuje do literatury plebejskiej (stąd podtytuł pierwszego wydania – Opowieść jarmarczna). Obok narracji trzecioosobowej  pojawia się pierwszoosobowa narracja Cyryla, wspominającego wydarzenia, w których uczestniczył jako kilkunastoletni włóczęga. Motyw ballady dziadowskiej odgrywa też istotną rolę w śledztwie.
Utwór ma kompozycję klamrową – pierwsze zdania powieści zostają powtórzone na początku ostatniego akapitu.

## Streszczenie
Tomasz Błudnicki po kilku latach nieobecności powraca do domu, który opuścił jako siedemnastolatek, by walczyć o tron dla Maryny Mniszchówny. Wkrótce dowiaduje się, że jego ojciec został zamordowany, a rodzinny majątek znajduje się na skraju ruiny. W miarę, jak poznaje szczegóły z życia ojca, pojawia się coraz więcej potencjalnych motywów zbrodni. Poszukując mordercy, Tomasz zmaga się z własną przeszłością i zakochuje się w pięknej szlachciance. Ostatecznie zagadka śmierci starego Błudnickiego zostaje wyjaśniona, lecz dalsze losy jego syna pozostają w sferze domysłów.

## Wybrani bohaterowie fikcyjni
- Cyryl – sługa i towarzysz kniazia Ginwiłła
- kniaź Ginwiłł – ukrywający się przed żoną jako żebrak Dziadek
- Tomasz Błudnicki
- Elżbieta Błudnicka – siostra Tomasza
- Gedeon – wychowanek starego Błudnickiego, syn jego drugiej żony
- Wiktoria Powidajowa – siostra macochy Tomasza
- Świrski – daleki krewny Błudnickich
- Ałmaz Toroszewicz – Ormianin, zarządca majątku Błudnickiego
- Jędrzej Zagwojski – sługa i przyjaciel Błudnickiego
- Jaś Kuchcik – parobek Błudnickich
- Stanisław Rosiński – szlachcic rabuś
- Kazimierz Rosiński – brat Stanisława, szlachcic rabuś
- Andrzej Witoszyński – członek zgrai Rosińskiego
- Gabriel Kowacz – mieszczanin, arianin z Sańska
- Szymon Wojnarowski – arianin (kosturowiec), z pochodzenia szlachcic, wraz z rodziną osiadły w Sańsku
- Lea Wojnarowska – córka Szymona
- Maciej Wojnarowski – brat Lei
- Łukasz Bełzecki – chorąży
- Urszula Bełzecka – córka chorążego
- Stefan Ligęza – oficer Bełzeckiego, przyjaciel, banita, obieżyświat
- Rachmet – sługa Bełzeckiego, Tatar krymski
- Nastka – chłopka ze wsi Bełzeckiego
- Wasyl – mąż Nastki
- Piotr Wolski – starosta jurydyczny

## Wydania
- Crimen : opowieść jarmarczna,  Warszawa, Ludowa Spółdzielnia Wydawnicza, 1975
- Crimen. Opowieść sensacyjna z XVII wieku, Warszawa, Ludowa Spółdzielnia Wydawnicza, 1982, ISBN 978-83-205-3307-1
- Crimen. Opowieść sensacyjna z XVII wieku, Warszawa, Krajowa Agencja Wydawnicza, 1987, ISBN 83-03-02100-1
- Crimen. Opowieść sensacyjna z XVII wieku, Warszawa, Wydawnictwo Polonia, 1992, ISBN 83-7021-153-4

## Ekranizacja
Na kanwie utworu Józefa Hena powstał serial telewizyjny Crimen w reżyserii Laco Adamíka.

## Ciekawostki
- Niektóre wątki powieści i wiele drugoplanowych i epizodycznych postaci pojawiło się także w zbiorze opowiadań Hena Przypadki starościca Wolskiego oraz w serialu Rycerze i rabusie Tadeusza Junaka (1984).
- Zdania rozpoczynające pierwsze opowiadanie o wiedźminie Geralcie (Wiedźmin, 1986) Andrzeja Sapkowskiego: Później mówiono, że człowiek ten nadszedł od północy od bramy Powroźniczej. Szedł pieszo, a objuczonego konia prowadził za uzdę. Było późne popołudnie i kramy powroźników i rymarzy były już zamknięte, a uliczka pusta bardzo przypominają początek powieści Hena: Nadszedł ów człowiek od północnej strony, od wąskiej uliczki, co ją rymarze zajmowali.